# فريق ريد امدرمان
فريق ريد امدرمان يقع على الضفة الغربية للنيل وهو ضمن أحد احياء مدينة امدرمان (حي الموردة).

## النشأة والتسمية
بدأت نشأته مع توزيع منازل سكنية للضباط الوطنيين آنذاك، هذا الحي الذي سمي باسم مفتش المركز البريطاني مستر ريد ((MR REED الذي سكن وسط الحي وتمكن من خلق علاقات في تلك المنطقة، الإ ان هنالك عدة روايات حول أعادة الأسم على مستر ريد اولاها تحدث هلال سرور الساداتي عن نشأته في ثلاثينات القرن العشرين واعاد بدايته إلى قصة النساء اللائي يبعن الخمر في قشلاق البوليس الذي يقع قبالة مستشفى السلاح الطبي. قال حينها وردت شكاوي إلى الضابط الإنجليزي نسبة للإزعاج الذي تعرض له السكان فاصطحب مستر عددا من العساكر وداهموا تلك المنازل وقام نساء الحي بدورهن بان سارعن بحمل العصي وهجمن على المفتش الذي هرب حتى وصل إلى سوق الموردة وهنالك وجد سيدة فارعة الطول وقوية تبيع الخضار اسمها (الصبر) فقامت بحمايته من هؤلاء النسوة وامرته بالوقوف خلفها وفي صباح اليوم التالي دعاها إلى مكتبه وامر لها بقطعة ارض على النيل وكان منزل حاجة الصبر هو اللبنة الأولى لهذا الحي ومنها قامت الحكومة بتوزيع بقية الأراضي للضباط بهذا الحي  بينما هناك رواية تقول هي ان هنالك حديقة سميت باسمه نسبة للاصلاحات التي اقامها وسط الحي وهي الآن تسمى (حديقة ومنتزه الريفيرا) بينما أخرى تقول انه وأثناء فترة عمله مفتشاً بتلك المنطقة قام بسفلتة هذا الشارع بدءاً من مشرع (ابوروف) حتى كبري النيل الأبيض، وبعد ذلك سمي بأسمه (مستر رييد) ومنها تحولت إلى كلمة (ريد).

## الموقع
يحد هذا الحي شرقا نهر النيل وغربا حي الهاشماب وينتهي جنوبا عند حديقة الموردة وشمالا كلية معلمات امدرمان(كلية التربية _جامعة الخرطوم)حاليا.

## معالم الحي
- حديقة الريفيرا: حيث كانت تسمى بحديقة برمبل معتمد امدرمان آنذاك[4] وأصبحت مهجورة منذ منتصف الثمانينات إلى ان اعيد تأهيلها مرة أخرى وسميت بحديقة ومنتزه الريفيرا.